# Monti Sør Rondane
I monti Sør Rondane sono un catena montuosa dell'Antartide. Situata nella Terra della Regina Maud e in particolare in corrispondenza della costa della Principessa Ragnhild, la catena si snoda in direzione nord-est/sud-ovest per circa 160 km tra i monti della Regina Fabiola e i monti Wohlthat e i suoi picchi più alti raggiungono un'altezza di 3400 m s.l.m.. La formazione, della quale le montagne più imponenti sono il monte Balchen e il monte Bergesen, ospita decine di ghiacciai, tra cui si possono citare il Byrd, lungo ben 74 km, il Gjel, lungo 31 km, il Jennings, il Mjell e molti altri.

## Geologia
Queste montagne hanno destato un notevole interesse poiché recenti studi hanno mostrato come esse siano formate da due terrani diversi sia per età che per metamorfismo delle rocce che li compongono, uno costituente la parte nord-orientale della catena e l'altro costituente invece la parte sud-occidentale. Ciò sarebbe il risultato dello scontro tra i due diversi terrani avvenuto circa 600-640 milioni di anni fa in conseguenza alla convergenza tra l'orogene africano orientale e il terrane Maud-Nampula facente parte del cratone del Kalahari.

## Scoperta
I monti Sør Rondane sono stati scoperti e fotografati durante una ricognizione aerea effettuata il 6 febbraio 1937 da membri della spedizione britannica comandata da Lars Christensen. Essi sono poi stati battezzati così in associazione con il Rondane, un massiccio montuoso della Norvegia meridionale. La catena montuosa è stata poi mappata più dettagliatamente nel 1957 da cartografi norvegesi grazie a fotografie aeree scattate nel corso dell'operazione Highjump, 1946-1947.

## Conservazione
Alcuni nunatak del versante orientale delle montagne Sør Rondane, per complessivi 35817 km², sono stati designati nel 2023 come Area Specialmente Protetta dell'Antartide (codice ASPA 179).